# Ostlitauische Hügelgräberkultur
Die Ostlitauische Hügelgräberkultur (litauisch Rytų Lietuvos pilkapių kultūra) war eine archäologische Kultur der Eisenzeit und des frühen Mittelalters vom 4. bis 13. Jahrhundert im heutigen östlichen Litauen und nordwestlichen Belarus.

## Verbreitungsgebiet
Die ostbaltische Hügelgräberkultur erstreckte sich von der mittleren Memel im Westen, dem oberen Šventoji im Norden, dem Swirsee im Osten und Merkys und Vilija im Süden.

## Entstehung
Sie entstand im 5. Jahrhundert aus der Strichkeramikkultur unter Einflüssen von Trägern der benachbarten Dnjepr-Dwina-Kultur, der Sudauer Kultur und der Wielbark-Kultur.

## Hügelgräber
Seit dem 4. Jahrhundert traten Hügelgräber in dem Gebiet auf.
Ungefähr 6000 Grabhügel sind heute in Litauen bekannt. 230 verschiedene Typen werden unterschieden, in Belarus 80.
Bestattet wurde Leichenbrand.
In einer frühen Phase (4.–5. Jahrhundert) waren vor allem landwirtschaftliche Geräte Grabbeigaben, in einer späteren (5.–8. Jahrhundert) eine reichhaltige Anzahl von Waffen u. a. in Männergräbern und Schmuck (Halsreifen) in Frauengräbern. Ab dem 8. Jahrhundert fanden auch Bestattungen mit Pferden statt (vgl. Westbaltische Kultur).

## Ende
Die ostbaltische Hügelgräberkultur endete im 13. Jahrhundert, wahrscheinlich im Zusammenhang mit der Christianisierung des Großfürstentums Litauen.
Bestattungen fanden nun in Gräberfeldern statt.